# A kísértetkastély (opera)
A kísértetkastély Stanisław Moniuszko 1865. szeptember 28-án, Varsóban bemutatott négyfelvonásos operája. A lengyel zeneszerző ebben a művében szerencsésen ötvözte a lengyeles és az idegen (elsősorban olasz) elemeket, miközben a lengyel népdalkincsnek feltétlenül elsőbbséget biztosított. A történet fordulópontjain hatásosan felépített táncok (polonéz, mazurka, dumka) állnak.

## Az opera szereplői
| Szereplő                 | Hangfekvés       |
| ------------------------ | ---------------- |
| Miecznik                 | bariton          |
| Hanna, a lánya           | koloratúrszoprán |
| Jadwiga, a másik lánya   | mezzoszoprán     |
| Damazy, zugügyvéd        | tenor            |
| Stefan, ifjú nemes       | tenor            |
| Zbigniew, a fivére       | tenor            |
| Cześnikowa, a nagynénjük | mezzoszoprán     |
| Maciej, a szolgájuk      | bariton          |
| Skoluba, kulcsár         | szoprán          |
| Márta                    | szoprán          |
| Grześ                    | tenor            |
| Egy idős asszony         | szoprán          |

## Az opera cselekménye

### I. felvonás
Stefan és Zbigniew korábban megfogadta, hogy sohasem nősül meg, hogy amikor szólítja őket a haza és el kell menniük harcolni, ne kelljen családjukat otthon hagyniuk. A testvérek hosszabb távollét után most végre hazatértek. A család szinte minden tagja összegyűlt a fogadásukra, kisebb mulatságot rendezve a hazaérkezőknek. Csak a fivérek nagynénje búslakodik a fiúk fogadalma miatt, mert már rég kinézett számukra két csinos menyasszonyjelöltet. Ráadásul Miecznik vendégségbe invitálja a fiatalembereket, a marsallnak pedig van két hajadon lánya, akik könnyen elcsavarhatják a fivérek fejét, ha azok mégis esküjük megszegése mellett döntenének. Ezért mindent elkövet, hogy unokaöccseit lebeszélje az utazásról. Hogy elrettentse őket, az állítja, hogy a marsall kastélyában kísértetek tanyáznak. De a testvéreket már köti a szavuk, így szolgájuk kíséretében végül felkerekednek.

### II. felvonás
A marsall kastélyában a szilveszteri mulatságokra készülődnek. A népszokás szerint ilyenkor viaszöntéssel jósolják meg, hogy kinek mit hoz a következő esztendő, s Hannának és Jadwigának közeli boldogságot ígér a jövendölés. Közben megérkezik a piperkőc zugügyvéd, Damazy. Természetesen Cześnikowa is betoppan (megelőzve unokaöccseit), hogy mindenáron megakadályozza a fiatalok egymásra találását. Ezért a fivéreket hiszékenynek és babonásnak állítja be. Ezután a vadászatról visszatérő vendégek lármája veri fel a kastély kertjét. Skoluba bosszankodik, amiért vadászat közben egy bricska zavarta meg, pedig éppen egy hatalmas vadkant vett célba. A kocsi utasai Stefan és Zbigniew voltak, akik eltévedtek a kastélyba vezető úton, így egyszer csak a vadászat közepébe csöppentek, igencsak megrémülve a puskadördülésektől. Cześnikowa, majd Skoluba elbeszéléseit hallgatva Hanna és Jadwiga úgy dönt, hogy éjszaka megtréfálják a fivéreket. Tervükbe Skolubát is beavatják, aki haragszik a testvérekre, amiért megzavarták vadászat közben. Közben megérkezik Stefan és Zbigniew is. Kitüntetett figyelemmel fogadják őket.

### III. felvonás
A testvérpár alig foglalja el szállását, Skoluba máris célba veszi Maciejt, és elkezdi rémmesékkel traktálni, amikhez zajkeltésről is gondoskodott. A halálra rémült inast végül Zbigniew magával viszi a szobájába. Stefan lefekvéshez készülődik, de gondolatai egyre csak Hannán járnak, így nem jön álom a szemére. A fivére is hasonlóképpen jár, neki meg Jadwiga jár a fejében. Zbigniew végül átmegy testvére szobájába, ahol a két fivér feltárja egymás előtt érzelmeit, majd ezután felidézik agglegényi fogadalmukat. Hanna és Jadwiga a falak mögötti titkos folyosón hallgatóznak. Nem bírják megállni kacagás nélkül, így a zajokra felfigyelve a két fiú is felfedezi a titkos folyosókat, de már nem találnak ott senkit. Maciejt megbízzák, hogy őrködjön, ők pedig felfedező útra indulnak, de Maciej elbóbiskol. Nem sokkal ezután Damazy tűnik fel, aki elbújik a szobában található hatalmas órában. Innen akarja majd riogatni a szoba lakóját. A visszatérő fivérek azonban leleplezik és megfenyegetik, hogy a marsall elé viszik, ha nem árulja el, hogy mi volt a terve. Damazy végül a kastélyhoz fűződő legendákról kezd el mesélni. Azt állítja, hogy utánajárt a legendáknak, és igaznak találta őket. Aki a kastély lakója lesz, csakhamar el fog kárhozni. Ez már túl sok a fivéreknek. Úgy döntenek, hogy amilyen gyorsan csak lehet, elhagyják a kastélyt.

### IV. felvonás
A marsall értetlenül áll a testvérek gyors távozási szándéka előtt, mert azok nem hajlandóak arra magyarázatot adni. Végül Maciej elszólja magát, és megismétli, amit Damazytól halott. A házigazda elhatározza, hogy fellebbenti a fátylat a kastélyhoz fűződő mendemondákról. Ekkor egy csapat álarcos figura tűnik fel. A marsall odalép az egyikhez és letépi róla az álarcot: Damazyt ismerik fel az álruha mögött. Kérdőre vonja a házától már egyszer eltanácsolt ügyvédet, aki bevallja, hogy csak riválisait akarta félreállítani. Végül a többi vendég gúnyolódásának kíséretében kell elhagynia a kastélyt. A marsall ezután lerántja a leplet a kísértetjárásról: egyik távoli ősének egykor kilenc lánya volt, akik minden nőtlen fiatalembert, aki a kastélyba tévedt, úgy elbűvöltek, hogy azok addig nem nyugodtak, amíg egyiket feleségül nem vették. A lányok szép lassan elkeltek, s közben szárnyra kelt a hír a kastély lakóinak bűbájos varázserejéről és a közelébe érkező férfiak elkárhozásáról. A fivérek elszégyellik magukat meghátrálásukért és bocsánatot kérnek szerelmeiktől. A nővérek előbb a fejükre olvassák agglegényi fogadalmukat, majd szerelmesen borulnak a férfiak vállaikra. A marsall áldását adja a fiatalokra.

## Hangfelvételek
- A marsall – Andrzel Hiolski, Hanna – Bozna Betley-Sieradzka, Jadwiga – Wiera Baniewicz, Damazy – Zdzislaw Nikodem, Stefan – Wieslaw Ochmann, Zbigniew – Leonard Mróz, Cześnikowa – Alekasandra Imalska, Maciej – Florian Skulski, Skoluba – Andrzej Saciuk. Közreműködik: a krakkói Lengyel Rádió és Televízió ének- és zenekara, vezényel: Jan Krenz. A felvétel helye és ideje: Krakkó, Lengyel Rádió és Televízió Stúdiója, 1978. A kiadás éve: 1995, Phoenix, PX 509.3 3 CD DDD Stereo.
- A marsall – Adam Kruszewski, Hanna – Iwona Hossa, Jadwiga – Anna Lubasnska, Damazy – Krzysztof Szmyt, Stefan – Dariusz Stachura, Zbigniew – Piotr Nowacki, Cześnikowa – Stafan Toczyska, Maciej – Zbigniew Macias, Skoluba – Romuald Tesarowicz. Közreműködik: a Teatr Wiwlki ének- és zenekara, vezényel: Jacek Kaspszyk. A felvétel helye és ideje: Varsó, Teatr Wielki, 2001. június 25–30. (élő előadások montázsfelvétele). A kiadás éve: 2003. EMI 5 57489 2, 2 CD DDD Stereo. Megjegyzés: az előzőnél teljesebb felvétel.